# Reporter (marka)
Reporter – polska marka odzieżowa.

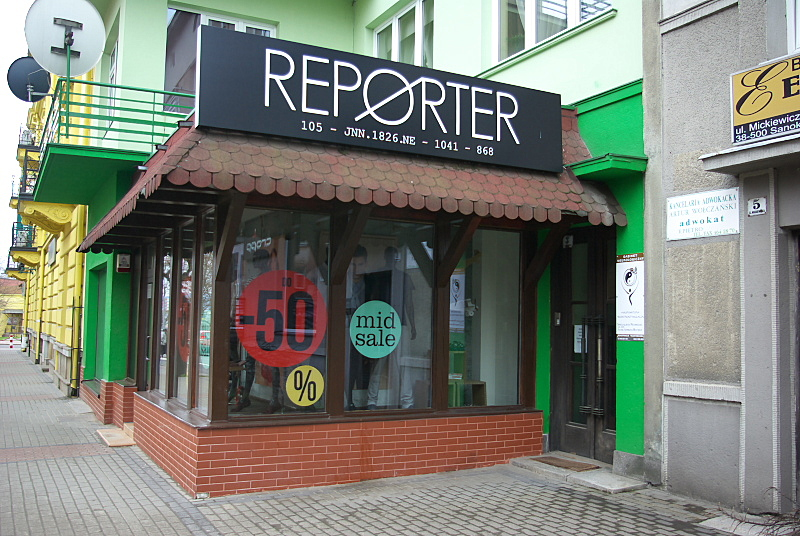
Sklep sieci Reporter w Sanoku

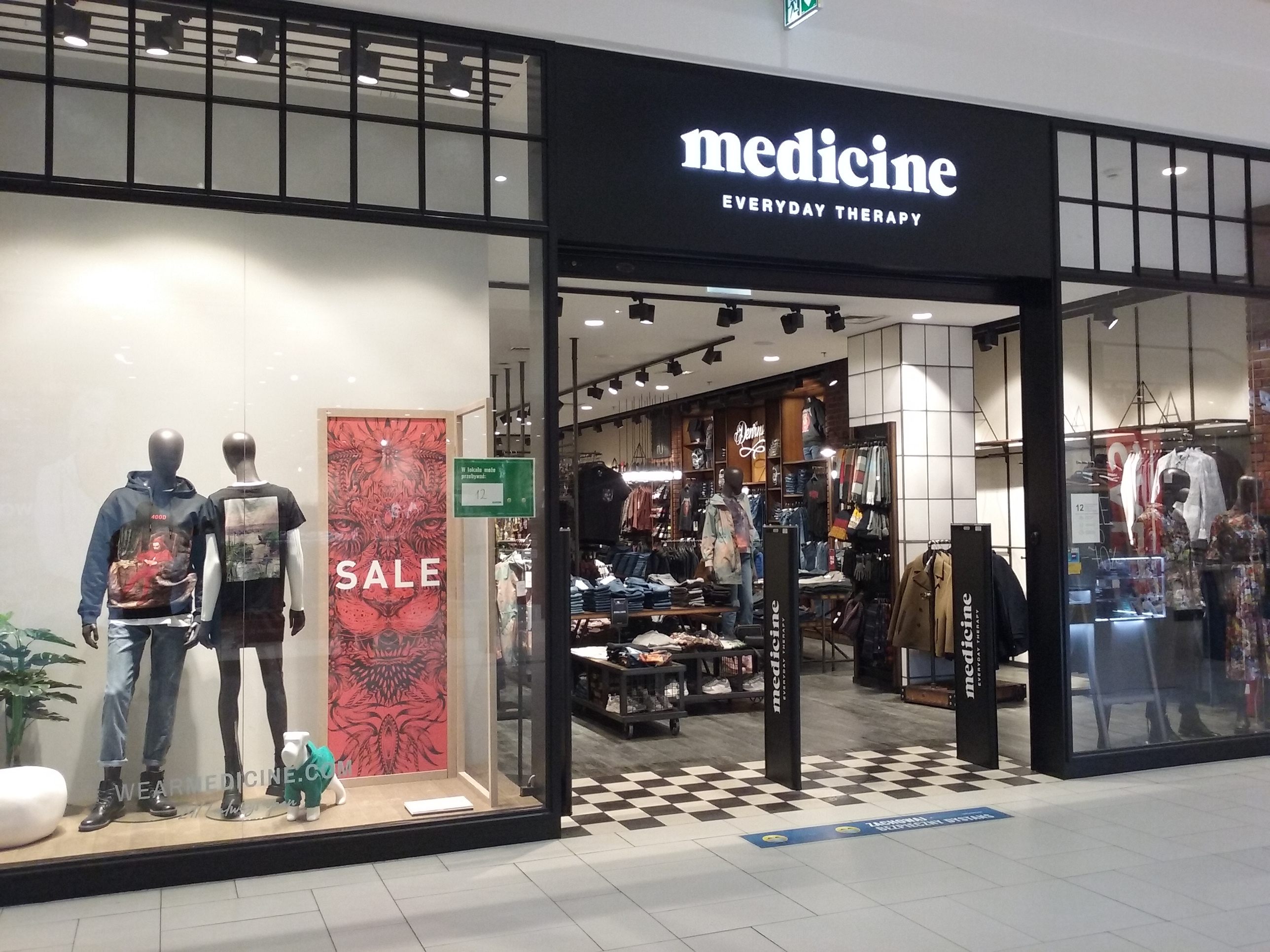
Salon Medicine w galerii w Tomaszowie Mazowieckim

Firma Reporter powstała w roku 1994. Początkowo swoje produkty sprzedawała poprzez sieć sklepów multibrandowych. Od 2003 roku przedsiębiorstwo otworzyło swoje pierwsze firmowe sklepy w Polsce. W roku 2007 nastąpiło przekształcenie firmy w spółkę akcyjną, a rok później zanotowano najwyższe w historii firmy przychody – 176 mln zł. Kryzys spowodował, że firma w 2009 roku ogłosiła upadłość likwidacyjną.
W roku 2011 marka została kupiona od syndyka przez spółkę Skyline Investment, z zamiarem reaktywacji. W 2013 firma posiadała sieć ponad 60 sklepów w Polsce, Rosji, Mołdawii i Macedonii.
Pod koniec 2012 roku został otworzony sklep internetowy. Dotąd odzież dostępna była wyłącznie w sieci sklepów stacjonarnych.
W sierpniu 2013 większość sklepów Reporter przekształcono w placówki nowo utworzonej marki Medicine.